# Spravedlivé Rusko

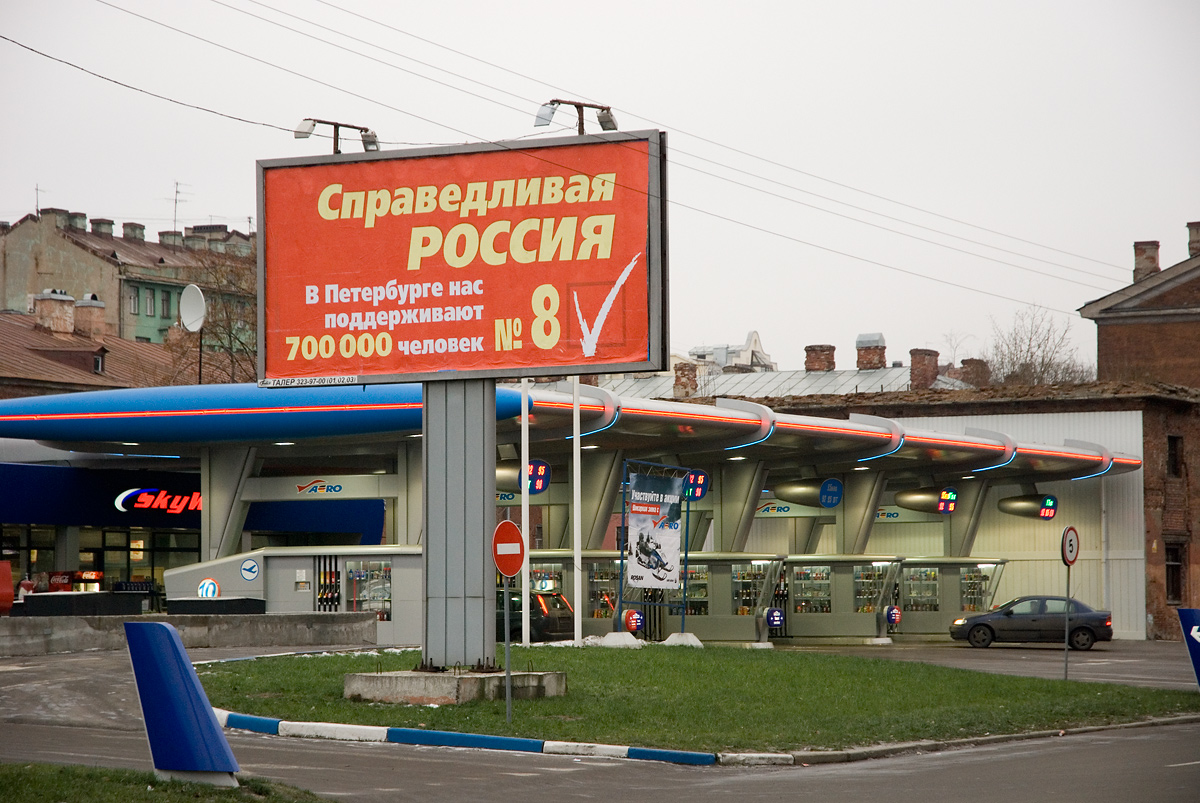
Volby 2007, billboard Spravedlivého Ruska

Spravedlivé Rusko (celým názvem Spravedlivé Rusko – Vlast/Důchodci/Život, rusky Справедли́вая Росси́я — За правду) je ruská sociálně demokratická politická strana vzniklá v říjnu 2006. Předsedou strany je Sergej Michajlovič Mironov, spolupředsedy jsou Zachar Prilepin a Gennadij Semigin.

## Charakteristika a zapojení do politického systému
Spravedlivé Rusko vzniklo sloučením pro-kremelských levicových stran: Rodiny, Ruské strany života a Ruské strany důchodců, později přistoupila Ruská lidová strana. V květnu 2007 nabídl předseda strany sloučení Komunistické straně RF, byl však odmítnut. Spravedlivé Rusko je členem celosvětové organizace Socialistická internacionála. Programově se jedná o sociálně-demokratickou stranu, která sama sebe definuje jako „stranu pracujících lidí“.
Na pozvání Spravedlivého Ruska navštívilo vedení České strany sociálně demokratické v březnu 2008 Ruskou federaci.

## Volební výsledky

### Státní Duma
| Volby | Hlasy     | %     | mandáty |
| ----- | --------- | ----- | ------- |
| 2007  | 5 388 134 | 7.75  | 38      |
| 2011  | 9 458 245 | 13.65 | 64      |
| 2016  | 3 275 053 | 6.22  | 23      |